# Arrondissement Aix-en-Provence
Arrondissement Aix-en-Provence je francouzský arrondissement ležící v departementu Bouches-du-Rhône v regionu Provence-Alpes-Côte d'Azur. Člení se dále na 10 kantonů a 44 obcí.

## Kantony
- Aix-en-Provence-Centre
- Aix-en-Provence-Nord-Est
- Aix-en-Provence-Sud-Ouest
- Gardanne
- Lambesc
- Les Pennes-Mirabeau
- Pélissanne
- Peyrolles-en-Provence
- Salon-de-Provence
- Trets